# Buczyniec (wzgórze)
Buczyniec – wzgórze (241,8 m n.p.m.) w południowo-zachodniej Polsce, we Wzgórzach Strzelińskich, na Przedgórzu Sudeckim.